# Бег на 200 метров

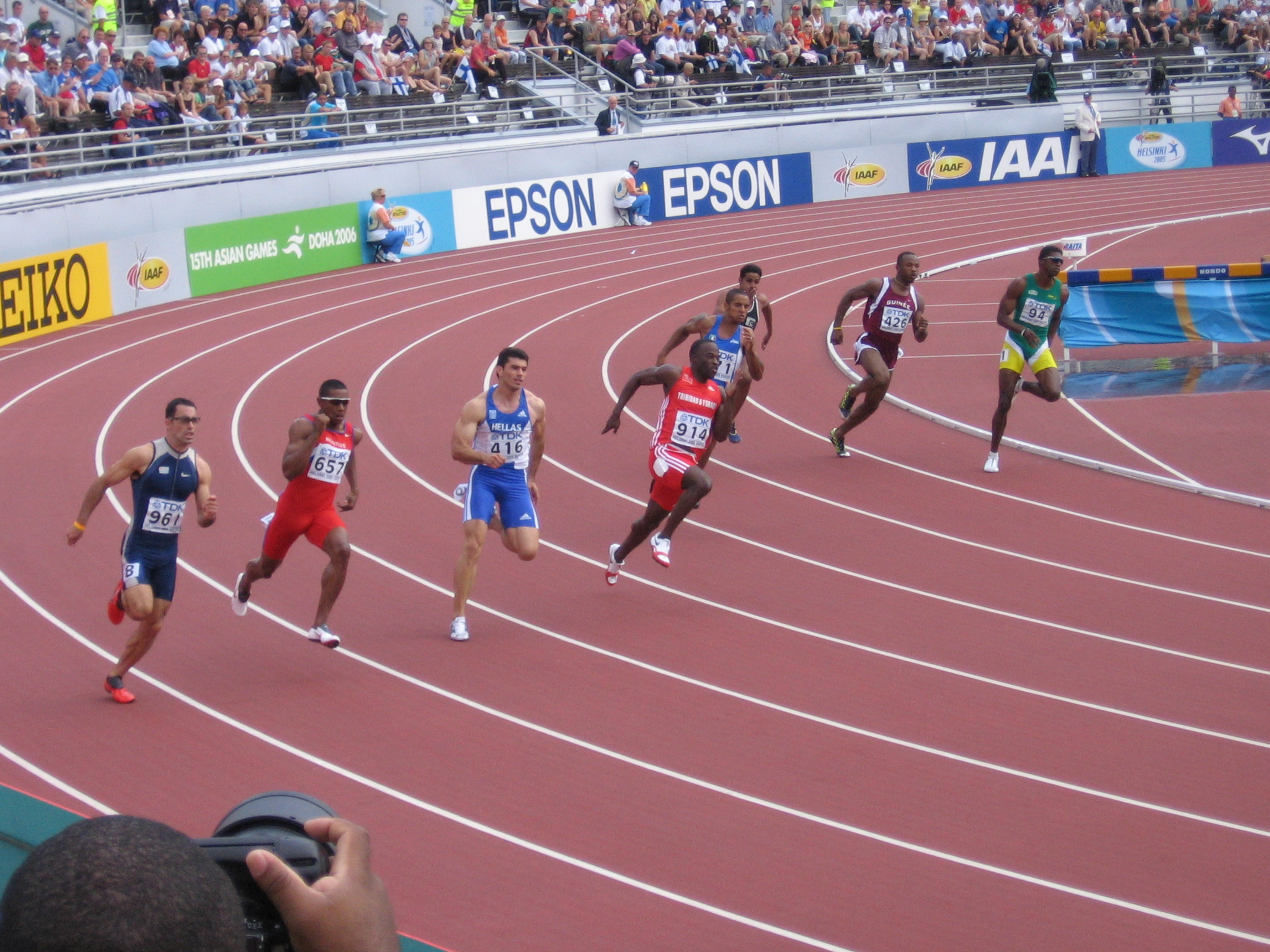
200-метровый забег

Бег на 200 ме́тров — дисциплина лёгкой атлетики, включённая в олимпийскую программу с момента проведения  II Олимпийских игр для мужчин и с Олимпиады 1948 года для женщин. Относится к спринтерским дисциплинам. Представляет собой забег от края линии старта, дальней от финиша, до края линии финиша, ближней к старту, на дистанцию 200 метров, проводится на беговой дорожке стадиона. Каждый спортсмен должен бежать по своей индивидуальной дорожке шириной не менее 1,22 м и не более 1,25 м, обозначенной линиями шириной 5 см. Все дорожки должны быть одинаковой ширины. На любых международных соревнованиях должно быть 8 отдельных беговых дорожек.
8 раз за историю Олимпийских игр атлеты делали «дубль», побеждая в беге и на 100 и на 200 метров. Трое атлетов имеют «дубли» на дистанциях 200 и 400 метров.
Дистанция 200 метров входит в программу состязаний с первого чемпионата мира, проведённого в 1983 году. В программу чемпионатов мира в помещении дистанция 200 метров входила с 1985 по 2004 годы. После она была исключена из-за предсказуемости результатов и несправедливости условий для бегунов, виражи на 200-метровой дорожке слишком крутые, что практически исключает возможность для спортсменов с внутренних дорожек бороться за высокие места.

## Рекорды
|         | Рекорд                    | Время   | Спортсмен                    | Страна         | Дата             | Место                  |
| ------- | ------------------------- | ------- | ---------------------------- | -------------- | ---------------- | ---------------------- |
| Мужчины | Мировой                   | 19,19 с | Усэйн Болт                   | Ямайка         | 20 августа 2009  | Берлин, Германия       |
| Мужчины | Мировой (в помещении)     | 19,92 с | Фредерикс, Фрэнки            | Намибия        | 18 февраля 1996  | Льевен, Франция        |
| Мужчины | Олимпийский               | 19,30 с | Усэйн Болт                   | Ямайка         | 16 августа 2008  | Пекин, Китай           |
| Мужчины | Европейский               | 19,72 с | Меннеа, Пьетро               | Италия         | 12 сентября 1979 | Токио, Япония          |
| Мужчины | Европейский (в помещении) | 20,25 с | Кристи, Линфорд              | Великобритания | 19 февраля 1995  | Льевен, Франция        |
|         |                           |         |                              |                |                  |                        |
| Женщины | Мировой                   | 21,34 с | Флоренс Гриффит-Джойнер      | США            | 29 сентября 1988 | Сеул, Республика Корея |
| Женщины | Мировой (в помещении)     | 21,87 с | Отти, Мерлин                 | Ямайка         | 13 февраля 1993  | Льевен, Франция        |
| Женщины | Олимпийский               | 21,34 с | Флоренс Гриффит-Джойнер      | США            | 29 сентября 1988 | Сеул, Республика Корея |
| Женщины | Европейский               | 21,63 с | Схипперс, Дафне              | Нидерланды     | 28 августа 2015  | Пекин, Китай           |
| Женщины | Европейский (в помещении) | 22,10 с | Привалова, Ирина Анатольевна | Россия         | 19 февраля 1993  | Льевен, Франция        |

## Лучшие результаты

### Мужчины
Лучшие результаты за всю историю лёгкой атлетики на открытых стадионах
| Место | Время | Имя              | Страна                    | Дата       | Место             |
| ----- | ----- | ---------------- | ------------------------- | ---------- | ----------------- |
| 1     | 19,19 | Болт, Усэйн      | Ямайка                    | 20.08.2009 | Берлин, Германия  |
| 2     | 19,26 | Блейк, Йохан     | Ямайка                    | 16.09.2011 | Брюссель, Бельгия |
| 3     | 19,31 | Лайлс, Ноа       | Соединённые Штаты Америки | 21.07.2022 | Юджин, США        |
| 4     | 19,32 | Джонсон, Майкл   | Соединённые Штаты Америки | 01.08.1996 | Атланта, США      |
| 5     | 19,46 | Тебого, Летсиле  | Ботсвана                  | 08.08.2024 | Париж, Франция    |
| 6     | 19,49 | Найтон, Эррион   | Соединённые Штаты Америки | 30.04.2022 | Батон-Руж, США    |
| 7     | 19,53 | Дикс, Уолтер     | Соединённые Штаты Америки | 16.09.2011 | Брюссель, Бельгия |
| 8     | 19,57 | Гэтлин, Джастин  | Соединённые Штаты Америки | 28.06.2015 | Юджин, США        |
| 9     | 19,58 | Гэй, Тайсон      | Соединённые Штаты Америки | 30.05.2009 | Нью-Йорк, США     |
| 10    | 19,59 | Беднарек, Кеннет | Соединённые Штаты Америки | 29.06.2024 | Юджин, США        |

Лучшие результаты за всю историю лёгкой атлетики в помещениях
| Место | Время | Имя              | Страна                    | Дата       | Место           |
| ----- | ----- | ---------------- | ------------------------- | ---------- | --------------- |
| 1     | 19,92 | Фрэнки Фредерикс | Намибия                   | 18.02.1996 | Льевен, Франция |
| 2     | 20,02 | Элайджа Холл     | Соединённые Штаты Америки | 10.03.2018 | Техас, США      |
| 3     | 20,08 | Дивайн Одудуру   | Нигер                     | 23.02.2019 | Техас, США      |
| 4     | 20,10 | Уоллас Спирмон   | Соединённые Штаты Америки | 12.03.2005 | Фейетвилл, США  |
| 5     | 20,11 | Кристиан Коулман | Соединённые Штаты Америки | 11.03.2017 | Техас, США      |

### Женщины
Лучшие результаты за всю историю лёгкой атлетики на открытых стадионах
| Место | Время | Имя                      | Страна                                | Дата       | Место                  |
| ----- | ----- | ------------------------ | ------------------------------------- | ---------- | ---------------------- |
| 1     | 21,34 | Гриффит-Джойнер, Флоренс | Соединённые Штаты Америки             | 29.09.1988 | Сеул, Республика Корея |
| 2     | 21,45 | Джексон, Шерика          | Ямайка                                | 21.07.2022 | Юджин, США             |
| 3     | 21,53 | Томпсон-Хера, Элейн      | Ямайка                                | 03.08.2021 | Токио, Япония          |
| 4     | 21,61 | Томас, Габриэль          | Соединённые Штаты Америки             | 26.06.2021 | Юджин, США             |
| 5     | 21,62 | Джонс, Марион            | Соединённые Штаты Америки             | 11.09.1998 | Йоханнесбург, ЮАР      |
| 6     | 21,63 | Схипперс, Дафне          | Нидерланды                            | 28.08.2015 | Пекин, Китай           |
| 7     | 21,64 | Отти, Мерлин             | Ямайка                                | 13.09.1991 | Брюссель, Бельгия      |
| 8     | 21,69 | Феликс, Эллисон          | Соединённые Штаты Америки             | 30.06.2012 | Юджин, США             |
| 9     | 21,71 | Кох, Марита              | Германская Демократическая Республика | 10.06.1979 | Хемниц, ГДР            |
| 10    | 21,71 | Дрекслер, Хайке          | Германская Демократическая Республика | 29.06.1986 | Йена, ГДР              |

Лучшие результаты за всю историю лёгкой атлетики в помещениях
| Место | Время | Имя             | Страна                                | Дата       | Место             |
| ----- | ----- | --------------- | ------------------------------------- | ---------- | ----------------- |
| 1     | 21,87 | Мерлин Отти     | Ямайка                                | 13.02.1993 | Льевен, Франция   |
| 2     | 22,09 | Эбби Штайнер    | Соединённые Штаты Америки             | 26.02.2022 | Техас, США        |
| 3     | 22,10 | Ирина Привалова | Россия                                | 19.02.1995 | Льевен, Франция   |
| 4     | 22.27 | Хайке Дрекслер  | Германская Демократическая Республика | 07.03.1987 | Индианаполис, США |
| 5     | 22.33 | Гвен Торренс    | Соединённые Штаты Америки             | 02.03.1996 | Атланта, США      |